# 주지 국립 조류 보호지

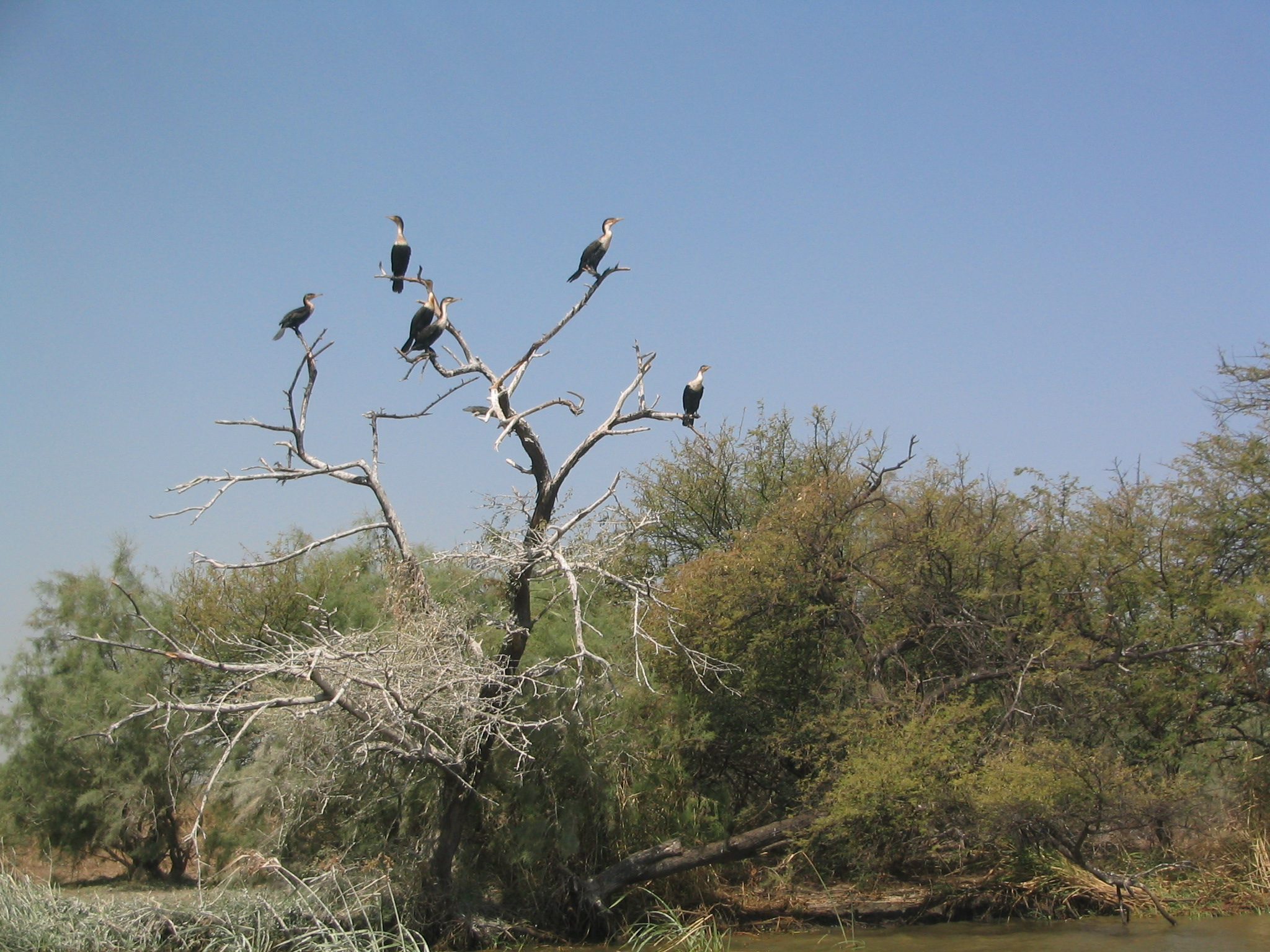

주지 국립 조류 보호지(Djoudj National Bird Sanctuary, 프랑스어: Parc national des oiseaux du Djoudj) 또는 주지 국립 조류 보호 구역은 생루이에서 북동쪽에 위치한 Biffeche 북부의 세네갈의 세네갈강의 남동쪽 둑에 위치한 보호구역이다.
다수가 사하라 사막을 가로지르는 철새로 유명한 습지 서식지를 제공한다. 약 400개 종 중에 가장 눈에 띄는 것이 사다새와 홍학이다. 이 공원의 드넓은 야생 분포로 인해 세계유산으로 지정되었다. 2000년에 침입종 자이언트 살비니아의 유입으로 인해 위험에 처한 세계유산 목록에 추가되었다가 2006년 해제되었다.

## 참고 문헌
- WCMC Natural Site Data Sheet
- Official UNESCO website entry
- Ministère de l’Environnement, de la Protection de la nature, des Bassins de rétention et des Lacs artificiels: Parcs et réserves, 13 October 2005.